# Brian Culbertson

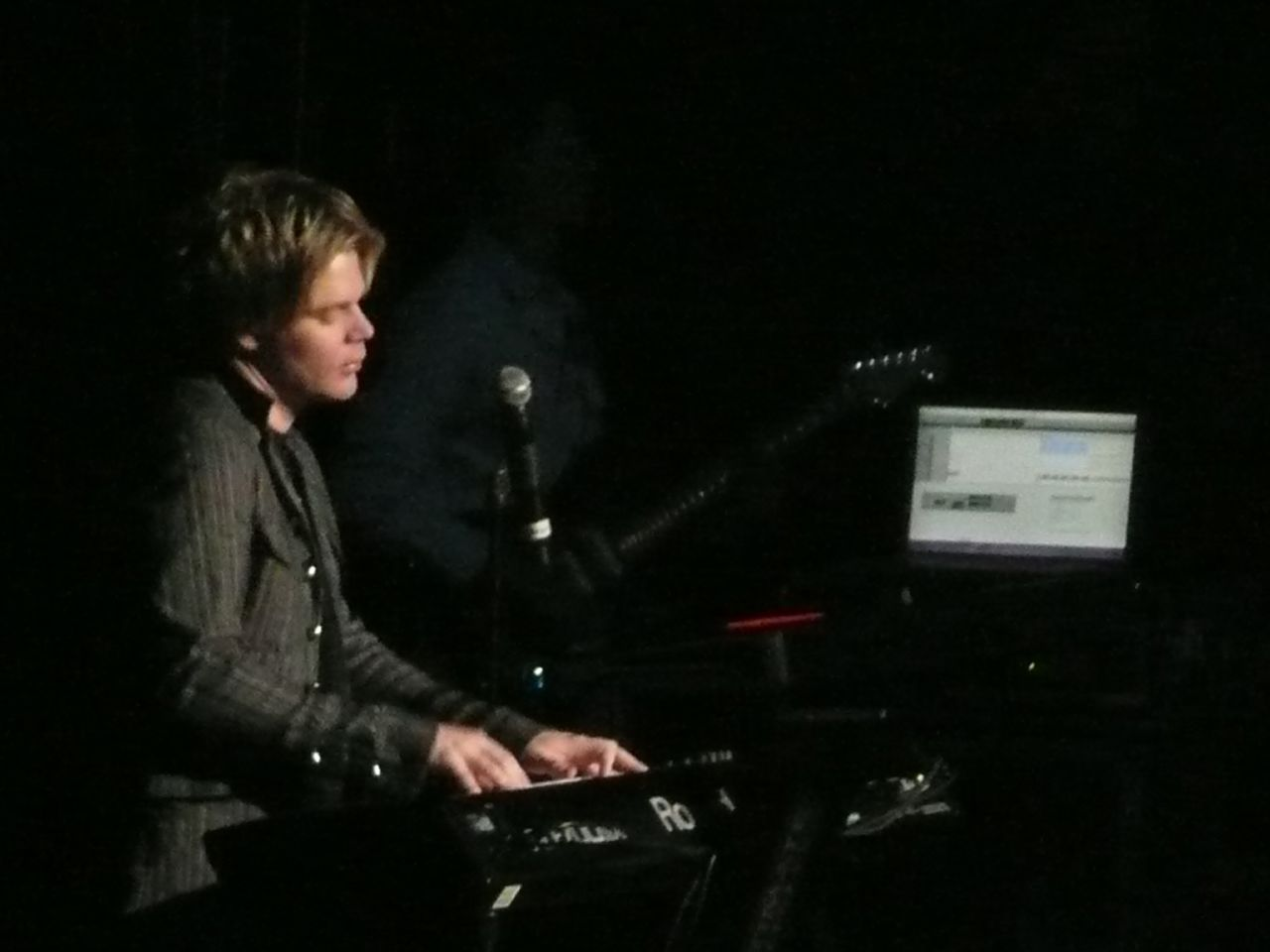
Brian Culbertson während eines Auftritts in Washington, D.C.

Brian Culbertson (* 12. Januar 1973) ist ein US-amerikanischer Jazz-/R&B- und Funkmusiker und Produzent aus Decatur, Illinois. Er spielt unter anderem Klavier, Synthesizer und Posaune.

## Werdegang
Brian Culbertson wurde in Decatur im Bundesstaat Illinois geboren. Mit acht Jahren begann er Klavier zu spielen, wenige Jahre später auch Schlagzeug sowie Posaune. Des Weiteren erlernte er in der Schulzeit auch Bass und Euphonium.
Seine musikalischen Einflüsse waren unter anderem Sting, George Duke, David Foster, Marcus Miller und Earth, Wind and Fire. Er absolvierte die MacArthur High School, an der sein Vater Musiklehrer war. Danach zog er nach Chicago und studierte an der DePaul University und arbeitete indes an einem Demo-Tape, in der Hoffnung einen ersten Plattenvertrag schließen zu können.
Culbertson lebt mit seiner Frau Michelle, einer Violinistin, die er zunächst während der Schulzeit kennen lernte und später während des Studiums wieder traf, in Chicago.
Er veröffentlichte 18 Studio-Alben sowie drei Live-Alben.

## Auszeichnungen
- 2001: National Smooth Jazz Award (bester Keyboarder)[5]
- 2005: ASYM All That Jazz Award
- 2010: American Smooth Jazz Award  (bester Keyboarder)
- 2010: Canadian Smooth Jazz Award (bester internationaler Künstler)
- 2011: Oasis Smooth Jazz Award (bester Entertainer; bestes Album (XII); Bester Song (That’s Life); bester Keyboarder; bester männlicher Künstler; beste Koproduktion (mit Earl Klugh))
- 2012: Nominiert für den Soul Train Award (bester zeitgenössischer Jazz-Künstler)[6]

- 2012: Nominiert für den NAACP Image Award (bestes Jazz-Album)[7]

## Diskografie

### Studio-Alben
| Jahr | Titel                     | Label             |
| ---- | ------------------------- | ----------------- |
| 1994 | Long Night Out            | Mesa / Bluemoon   |
| 1995 | Modern Life               | Mesa / Bluemoon   |
| 1996 | After Hours               | Mesa / Bluemoon   |
| 1997 | Secrets                   | Mesa / Bluemoon   |
| 1999 | Somethin' Bout Love       | Atlantic          |
| 2001 | Nice & Slow               | Atlantic          |
| 2003 | Come On Up                | Warner Bros       |
| 2005 | It's On Tonight           | GRP Records       |
| 2006 | A Soulful Christmas       | GRP Records       |
| 2008 | Bringing Back the Funk    | GRP Records       |
| 2009 | Live from the Inside      | GRP Records       |
| 2010 | XII                       | GRP Records       |
| 2012 | Dreams                    | Verve             |
| 2014 | Another Long Night Out    | BCM Entertainment |
| 2016 | Funk!                     | BCM Entertainment |
| 2018 | Colors of Love            | BCM Entertainment |
| 2019 | Winter Stories            | BCM Entertainment |
| 2020 | XX                        | BCM Entertainment |
| 2020 | Music from The Hang       | BCM Entertainment |
| 2021 | Soundscapes (EP)          | BCM Entertainment |
| 2021 | The Trilogy, Pt. 1: Red   | BCM Entertainment |
| 2022 | The Trilogy, Pt. 2: Blue  | BCM Entertainment |
| 2022 | The Trilogy, Pt. 3: White | BCM Entertainment |

### Live-Alben
| Jahr | Titel                                   | Label             | Sonstiges                     |
| ---- | --------------------------------------- | ----------------- | ----------------------------- |
| 2009 | Live From The Inside                    | Verve             | CD und DVD                    |
| 2015 | Live 20th Anniversary Tour              | BCM Entertainment |                               |
| 2019 | Colors of Love Tour - Live in Las Vegas | BCM Entertainment | 2 CDs und Blu-ray Disc        |
| 2025 | The Trilogy Tour – Live from Detroit    | BCM Entertainment | 2 CD and 4K Ultra HD+ Blu-ray |